# Tiếp thị Thế vận hội Mùa hè 2020
Tiếp thị Thế vận hội Mùa hè 2020 là một chiến dịch dài hạn bắt đầu khi Tokyo giành được quyền đăng cai đại hội vào năm 2013.

## Biểu tượng

### Biểu trưng
Biểu trưng chính thức cho Thế vận hội và Thế vận hội Người khuyết tật 2020 đã được khánh thành vào ngày 25 tháng 4 năm 2016; được thiết kế bởi Tokolo Asao, người đã giành chiến thắng trong một cuộc thi thiết kế trên toàn quốc, nó có dạng một chiếc nhẫn theo mô hình bàn cờ màu chàm. Thiết kế này có nghĩa là "thể hiện một sự thanh lịch tinh tế và tinh tế làm nổi bật Nhật Bản". Thiết kế đã thay thế một biểu trưng trước đó đã bị loại bỏ do các cáo buộc rằng nó ăn cắp biểu trưng của Théâtre de Liège ở Bỉ.

### Khẩu hiệu
Khẩu hiệu của đại hội là Đoàn kết bởi cảm xúc (Tiếng Anh: United by Emotion, tiếng Nhật: 感動による団結, đã Latinh hoá: Kando ni yoru danketsu)

### Linh vật
Ban tổ chức Tokyo 2020 đã bắt đầu chấp nhận đệ trình cho các linh vật chính thức của đại hội từ ngày 1 đến ngày 14 tháng 8 năm 2017. Tổng cộng có 2.042 mục đã nhận được. Ba mục lọt vào danh sách được khánh thành tại trường tiểu học Kakezuka vào ngày 7 tháng 12 năm 2017. Một cuộc thăm dò sau đó được tiến hành giữa ngày 11 tháng 12 năm 2017 và ngày 22 tháng 2 năm 2018 để lựa chọn mục chiến thắng, với mỗi lớp tiểu học tham gia được phân bổ một phiếu bầu. Kết quả được công bố vào ngày 28 tháng 2 năm 2018. Tác phẩm chiến thắng là cặp ứng cử viên A, được tạo bởi Taniguchi Ryo, nhận được 109.041 phiếu bầu, tiếp theo là cặp B của Yano Kana với 61.423 phiếu bầu và cặp C của Akimoto Sanae với 35.291 phiếu bầu. Miraitowa là một nhân vật với hoa văn ca rô màu xanh lấy cảm hứng từ logo chính thức của Thế vận hội, có nét quyến rũ kiểu cũ và sự đổi mới mới kết hợp với sức mạnh dịch chuyển tức thời đặc biệt. Cả hai Miraitowa và Someity được Ban tổ chức đặt tên vào ngày 22 tháng 7 năm 2018.

## Trò chơi video
Sega đã giành lại quyền sản xuất trò chơi video dựa trên Thế vận hội, sau khi quyền năm 2018 được tổ chức bởi Ubisoft. Sega đã phát triển các trò chơi được cấp phép chính thức cho các nền tảng khác nhau kể từ Thế vận hội Mùa hè 2008, đáng chú ý nhất là loạt game Mario & Sonic.
Tại Sega Fest 2019, Sega đã tuyên bố họ sẽ phát hành bốn tựa game sẽ diễn ra trong Thế vận hội 2020:
- Thế vận hội Tokyo 2020 - Trò chơi video chính thức (dành cho Nintendo Switch, Xbox One, PC và PlayStation 4)
- Mario & Sonic tại Thế vận hội Tokyo 2020 (dành cho Nintendo Switch)
- Mario & Sonic tại Thế vận hội Tokyo 2020 - Phiên bản Arcade (dành cho Arcades)
- Sonic tại Thế vận hội - Tokyo 2020 (dành cho iOS và Android)

Mario & Sonic tại Thế vận hội Tokyo 2020 trên Switch dự kiến đã ra mắt vào ngày 5 tháng 11 năm 2019 trên toàn thế giới. Thế vận hội Tokyo 2020 - Trò chơi video chính thức đã được phát hành vào ngày 24 tháng 7 năm 2019 cho PlayStation 4 và Nintendo Switch ở Đông Á, trong khi ngày phát hành cho các lãnh thổ khác không được tiết lộ vào thời điểm hiện tại. Trò chơi arcade và di động dự kiến sẽ ra mắt vào năm 2020.

## Tài trợ doanh nghiệp và quảng cáo
Tính đến  năm 2015, tổng tài trợ cho Thế vận hội năm 2020 đạt xấp xỉ 1,3 tỷ đô la, lập kỷ lục Thế vận hội (Thế vận hội Mùa hè 2008 ở Bắc Kinh thu hút 1,2 tỷ đô la).

### Tài trợ
|                              | Nhà tài trợ của Thế vận hội Mùa hè 2020 |
| ---------------------------- | --- |
| Các đối tác Olympic toàn cầu | - Airbnb - Tập đoàn Alibaba - Atos - Bridgestone - Công ty Coca-Cola - Dow Inc. (Dow Chemical Company) - General Electric - Intel - Omega SA - Panasonic - Procter & Gamble - Samsung Electronics - Toyota - Visa Inc. |
| Các đối tác vàng             | - Asahi Breweries - ASICS - Canon Inc. - Fujitsu - JXTG Holdings - Lixil Group - Meiji Holdings - Mitsui Fudosan - Mizuho Financial Group - Nippon Life - NEC Corporation - NTT Corporation - Nomura Holdings - Sumitomo Mitsui Financial Group - Tokio Marine |
| Các đối tác chính thức       | - Airweave - Ajinomoto - All Nippon Airways - Asahi Shimbun - ALSOK - Cisco Systems - Dai Nippon Printing - Daiwa House - Earth Corporation - EF Education First - Hisamitsu Pharmaceutical - Japan Airlines - Japan Airport Terminal - Japan Post Holdings - JTB Corporation - Đông JR - Kikkoman - KT-CT Holdings - Mainichi Shimbun - Mitsubishi Electric - Narita International Airport Corporation - The Nikkei - Nissin Foods - Recruit Holdings - Sankei Shimbun - Secom - Tobu Top Tours - Tokyo Gas - Tokyo Metro - Toppan - Toto Ltd. - Yamato Holdings - Yomiuri Shimbun |
| Nhà tài trợ chính thức       | - AOKI Holdings - Aggreko - Boston Consulting Group - ECC - Ernst & Young - Google Japan G.K. - Hokkaido Shimbun - Kadokawa Future Publishing - Kokuyo - Marudai Foods - Morisawa Inc. - Nomura Kōgei - Park24 - Pasona - Sankei Shimbun - Shimizu Corporation - Tanaka Holdings - Yahoo! Japan |

## Bài hát chính thức
Giống như hầu hết các Thế vận hội Olympic đã giới thiệu các bài hát chính thức cho mỗi sự kiện thể thao kể từ năm 2021, IOC và Ban tổ chức Tokyo 2020 có thể chọn các bài hát có lời bài hát yêu thích
- Colorful Các nghệ sĩ J-pop đã được chọn cho một bài hát mới có tên “Colorful,” bài hát chính thức do Team Coca-Cola sản xuất cho Thế vận hội Olympic và Paralympic Mùa hè Tokyo 2020. Các nghệ sĩ sau đã tham gia vào quá trình thu âm ca khúc tôn vinh sự đa dạng: Ai, Motohiro Hata, Little Glee Monster, Daichi Miura, Perfume, Taemin (SHINee), MIYAVI, Nasty C, Sabrina Carpenter, Ayumu Imazu, Blue Vintage, Mizki, Sanari, và Chikuzen Sato.[64]
- Paprika (パプリカ) là một bài hát của nhóm hợp xướng thiếu nhi Foorin. NHK đã mời Kenshi Yonezu sản xuất nó như một bài hát cổ vũ cho Thế vận hội Mùa hè 2020.
- Wave Your Flag là bài hát quốc tế của nhóm nhạc pop toàn cầu Now United.[65]
- ASAP là một bài hát được thu âm bởi nhóm nhạc nữ Hàn Quốc STAYC cho album đơn thứ hai của họ Staydom.[66]
- Kite nhóm nhạc nam Nhật Bản Arashi Bài hát "Kite" từng là bài hát chủ đề trong chương trình đưa tin về Thế vận hội mùa hè 2020 của NHK, bao gồm cả chương trình đặc biệt "2020 Stadium" (2020スタジアム) do nhóm tổ chức.
- Naoki Satō soạn nhạc cho lễ trao huy chương. Satō đã chọn không sử dụng bất kỳ yếu tố âm nhạc nào đặc trưng của Nhật Bản "vì lễ chiến thắng dành cho các vận động viên từ khắp nơi trên thế giới" và anh ấy muốn tất cả những người đoạt huy chương "cảm thấy thoải mái" khi bước lên bục, bất kể quốc tịch của họ.[67]
- Imagine phiên bản thu âm trước của bài hát do John Legend, Keith Urban, Alejandro Sanz và Angélique Kidjo và Suginami Junior Chorus biểu diễn, với phần dàn dựng âm nhạc của Hans Zimmer, đã được giới thiệu trong lễ khai mạc Thế vận hội Mùa hè 2020 ở Tokyo vào ngày 23 tháng 7, 2021.[68]
- 200 Copas Ca sĩ người Colombia Karol G đĩa đơn mới200 Copas.
- Remember This Thế vận hội Tokyo 2020 đã kết thúc. May mắn thay, Jonas Brothers đã mang đến một màn trình diễn không thể hoàn hảo hơn cho dịp này với bản hit lạc quan “Remember This” trên NBC.[69]
- Dreamers Ban nhạc nam Hàn Quốc Ateez "Dreamers", một đĩa đơn tiếng Nhật nằm trong nhạc nền của anime "Digimon Adventure,".[70]